# Absolutorium
Absolutorium (łac. absolutorium – zwolnienie, unieważnienie) – określenie aktu prawnego, który dokonywany jest poprzez organ uprawniony (np. parlament) na podstawie przedstawionego sprawozdania rachunkowego. Udzielenie absolutorium oznacza stwierdzenie prawidłowości działania finansowego organu wykonawczego (w tym przypadku rządu) w określonym przedziale czasowym.
Można więc przyjąć, że absolutorium jest jedną z postaci odpowiedzialności parlamentarnej rządu. Różnicą, jaka zachodzi pomiędzy absolutorium a innymi instytucjami takiej odpowiedzialności, jest zakres. Istotą bowiem absolutorium jest brak zastrzeżeń do prowadzonej przez rząd gospodarki finansowej, a nie zaufanie do polityki programu czy składu rządu w ogólności.

## Absolutorium w ustroju politycznym RP
W myśl postanowień Konstytucji RP (art. 226) Rada Ministrów zobowiązana jest do przedstawienia Sejmowi sprawozdania z wykonywania ustawy budżetowej w ciągu 5 miesięcy po zakończeniu roku budżetowego. Sejm rozpatruje przedłożone sprawozdanie i po zapoznaniu się z opinią Najwyższej Izby Kontroli podejmuje, w ciągu 90 dni od dnia przedłożenia Sejmowi sprawozdania, uchwałę o udzieleniu lub o odmowie udzielenia Radzie Ministrów absolutorium.
Z regulaminu Sejmu wynika, że badanie zaprezentowanych sprawozdań ma być dokonywane w identycznym trybie jak rozpatrywanie wniesionych do Sejmu projektów ustawy budżetowej i innych planów finansowych. Główną rolę w tym procesie odgrywa sejmowa Komisja Finansów Publicznych, tak więc przedłożone sprawozdania trafiają do tej komisji celem rozpatrzenia, zaś poszczególne ich części przesyłane są do innych właściwych komisji sejmowych, które po rozpatrzeniu sprawy przedkładają odnośne wnioski KFP. Podobnie, proponowane uwagi przez Najwyższą Izbę Kontroli kierowane są przez Prezydium Sejmu do rozpatrzenia właściwym merytorycznie komisjom sejmowym.
Na podstawie analizy sprawozdań poszczególnych komisji, KFP przedstawia na posiedzeniu Sejmu własne sprawozdania wraz z wnioskami w sprawie przyjęcia lub odrzucenia sprawozdania Rady Ministrów z wykonania ustawy budżetowej i innych planów finansowych, a także w przedmiocie absolutorium. Jednocześnie wraz ze swym sprawozdaniem KFP przedkłada Sejmowi informację o wnioskach poszczególnych komisji, które nie zostały uwzględnione. Następnie Sejm na posiedzeniu plenarnym, po wysłuchaniu opinii NIK dokonuje oceny wykonania ustaw finansowych i podejmuje uchwałę w przedmiocie udzielenia rządowi absolutorium. Istotnym elementem tej oceny jest przede wszystkim fakt zachowania dyscypliny budżetowej, to znaczy stosowanie wymogów prawidłowego wykonywania zadań budżetowych.
Nieudzielenie Radzie Ministrów absolutorium może prowadzić do odwołania Rady Ministrów procedurą konstruktywnego wotum nieufności.

## Absolutorium w prawie handlowym
Absolutorium jest nie tylko instytucją prawa konstytucyjnego. W zakresie prawa handlowego, uchwałę w sprawie absolutorium podejmują: zwyczajne walne zgromadzenie spółki komandytowo-akcyjnej i spółki akcyjnej (ocenianymi są: komplementariusze prowadzący sprawy spółki komandytowo-akcyjnej, członkowie rady nadzorczej spółki komandytowo-akcyjnej oraz członkowie zarządu i rady nadzorczej spółki akcyjnej), a także zwyczajne zgromadzenie wspólników spółki z ograniczoną odpowiedzialnością (ocenianymi są członkowie: rady nadzorczej lub komisji rewizyjnej i zarządu).
Problematyka absolutorium znana jest również prawu spółdzielczemu. Walne zgromadzenie spółdzielni podejmuje uchwałę w sprawie udzielenia absolutorium jego zarządowi.
Uchwałę w sprawie absolutorium podejmuje też zgromadzenie ogółu właścicieli lokali wspólnoty mieszkaniowej (ocenianymi są: zarząd albo zarządca, któremu zarząd nieruchomością wspólną powierzono w sposób określony w art. 18 ust. 1 ustawy o własności lokali – art. 29 ust. 2 w zw. z art. 30 ust. 2 pkt 3 ustawy o własności lokali).
Z instytucją absolutorium funkcjonującą w prawie prywatnym związane są liczne wątpliwości prawne. Jedna z nich dotyczy skutków prawnych udzielenia absolutorium. W orzecznictwie oraz w doktrynie prawa brakuje jednolitego poglądu w tym zakresie. Dominuje jednak, jak się wydaje, stanowisko, zgodnie z którym udzielenie absolutorium zwalnia ocenionego z odpowiedzialności odszkodowawczej (co do zasady).

## Absolutorium w stowarzyszeniach
Instytucja absolutorium występuje także w stowarzyszeniach, które mogą wprowadzić np. głosowanie nad udzieleniem absolutorium przez walne zebranie dla poszczególnych organów stowarzyszenia (np. zarządu, komisji rewizyjnej, etc.). Nie istnieją ustawowe regulacje w zakresie skutków braku absolutorium dla organów stowarzyszenia – konsekwencje zależą zatem od regulacji przyjętych w statucie danej organizacji.